# Parnay (Cher)
Parnay település Franciaországban, Cher megyében. Lakosainak száma 50 fő (2022. január 1.). Parnay Arpheuilles, Contres, Dun-sur-Auron, Meillant és Verneuil községekkel határos.

## Népesség
A település népességének változása:
| Lakosok száma | 79   | 30   | 34   | 60   | 52   | 62   | 64   | 57   | 54   | 50   |
|               | 1968 | 1982 | 1990 | 2006 | 2013 | 2015 | 2017 | 2019 | 2020 | 2022 |